# Grind (videojuegos)
Grind (rutina, trabajo pesado en español) es un término del mundo de los videojuegos para describir el proceso por el cual un jugador realiza acciones repetitivas en el juego con el fin de tener acceso a otras funciones. 
El uso más común es en el contexto de MMORPGs y JRPGs, (por ejemplo World of Warcraft y Dragon Quest), en el que a menudo un personaje mata en varias ocasiones a monstruos controlados por inteligencia artificial, utilizando básicamente la misma estrategia una y otra vez, con el fin de avanzar en su nivel de personaje y poder acceder a nuevos contenidos en el juego. 
La forma más frecuente de grind es matar monstruos a cambio de puntos de experiencia. Esto sucede porque el resultado de los combates en un MMORPG depende más de las estadísticas del personaje que de la habilidad del jugador. Aunque matar los mismos monstruos una y otra vez puede ser aburrido otorga al jugador una ventaja cuando se enfrenta a otros personajes. También puede referirse a "subir" otras habilidades como "talar" cortando árboles una y otra vez.
En los juegos MMO, esas acciones repetitivas suelen ser la extracción de minerales o la lucha contra los villanos de bajo nivel para lograr los mismos resultados.